# جانی تری گوین
جانی تری گوین (به انگلیسی: Johnny Trí Nguyễn) (زاده ۱۶ ژانویه ۱۹۷۴)، بازیگر ویتنامی است.
از فیلم‌های معروف او می‌توان به بازی در فیلم طلسم الا، حس هفتم اشاره کرد.